# Csonka Károly (mérnök)
Csonka Károly (Jutas, 1927. február 5.[forrás?] – Budapest, 2011. április 18.[forrás?]) magyar vegyészmérnök.

## Életpályája
Vegyészmérnöki oklevelét 1952-ben szerezte a Budapesti Műszaki és Gazdaságtudományi Egyetemen. 1952-1953 között a Könnyűipari Minisztérium Műszaki Fejlesztési Főosztályán dolgozott mérnöki beosztásban. 1953-tól a budapesti Ferencvárosi Malomba került főmérnöki munkakörbe. 1957-től kezdődően, továbbra is főmérnökként, vezetése alá kerültek a Ferencvárosi Malmon kívül a budapesti és Pest megyei malmok és keverőüzemek. 1987-ben nyugdíjazták főmérnöki, és műszaki igazgatói munkaköréből, ezt követően kezdett foglalkozni a búzaőrlés hatásfokának kérdéskörével.
A Molnárok Lapja szerkesztőbizottságában elnökként dolgozott.

## Írásai
- 1991-ben tanulmánya jelent meg a Mühlen- und Mischfutter Jahrbuch nevű német szakmai évkönyvben.
- 1998-ban az őrléstechnológiával foglalkozó tankönyvet írt Malomipar I. és Szakágazati Technológia és Malomipar II. címen.

## Díjai, elismerései
- 1958-ban Az Élelmiszeripar Kiváló Dolgozója kitüntetést, 1981-ben a Mezőgazdasági és Élelmezésügyi Minisztérium Kiváló Munkáért kitüntetést, 1987-ben Kosutány Tamás emlékplakettet kapott. 1999-ben választották a Magyar Élelmezésipari Egyesület örökös tagjává.
- 1985-ben az Országos Találmányi Hivatal országos pályázatán elnyerte az OTH különdíját.